# Gelu Măgureanu
Gelu Măgureanu (n. 24 decembrie 1967, Bacău, județul Bacău — d. 4 iulie 2009, Satu Mare, județul Satu Mare) a fost un poet, ziarist și sociolog român.

## Studii
- A urmat Liceul de Filologie "Nadia Comăneci" din Onești, județul Bacău.
- A absolvit Facultatea de Sociologie și Asistență Socială din cadrul Universității București.
- A absolvit un masterat în drept comunitar la Universitatea "Vasile Goldiș".

## Activitate literară, publicistică și sociologică
- A publicat două cărți de poezie - "Insinuări" (1999) și "Fereastra de dincolo"[1] (2004), foarte bine primite de critica literară[2].[3]
- A obținut 15 premii literare la concursuri de prestigiu din țară și din străinătate.
- A publicat în numeroase reviste literare din țară.
- A frecventat cenaclurile "George Bacovia", "Avangarda XXI" și "Boema" (la Bacău) și "Afirmarea" (Satu Mare)[4] [5].
- A activat în grupul de scriitori de pe lângă revista "Poesis" din Satu Mare.
- A publicat volumul de sociologie "De la diversitatea de nevoi la egalitatea de șanse" (împreună cu Viorel Buda, 2008).
- A lucrat ca expert, inspector SPAS la Primăria din Satu Mare.
- Este inițiatorul primului ziar al romilor din România.
- Numele său este strâns legat de strategia îmbunătățirii vieții romilor și de strategia educațională pentru romi.